# Acropora cervicornis
Corail corne de cerf
Espèce
Statut de conservation UICN

 CR A2ace : 
En danger critique
Statut CITES
Le Corail corne de cerf (Acropora cervicornis) est une espèce de cnidaire appartenant à la famille des Acroporidés.

## Description
C'est une espèce d'acropore arborescente, formant des enchevêtrements de grandes hampes pointues ressemblant plus ou moins à des bois de cerf. Sa couleur peut aller de crème pâle (presque blanc) à jaune foncé (presque brun), avec la pointe blanche. 
Une colonie peut mesurer jusqu'à 2,5 m de diamètre.

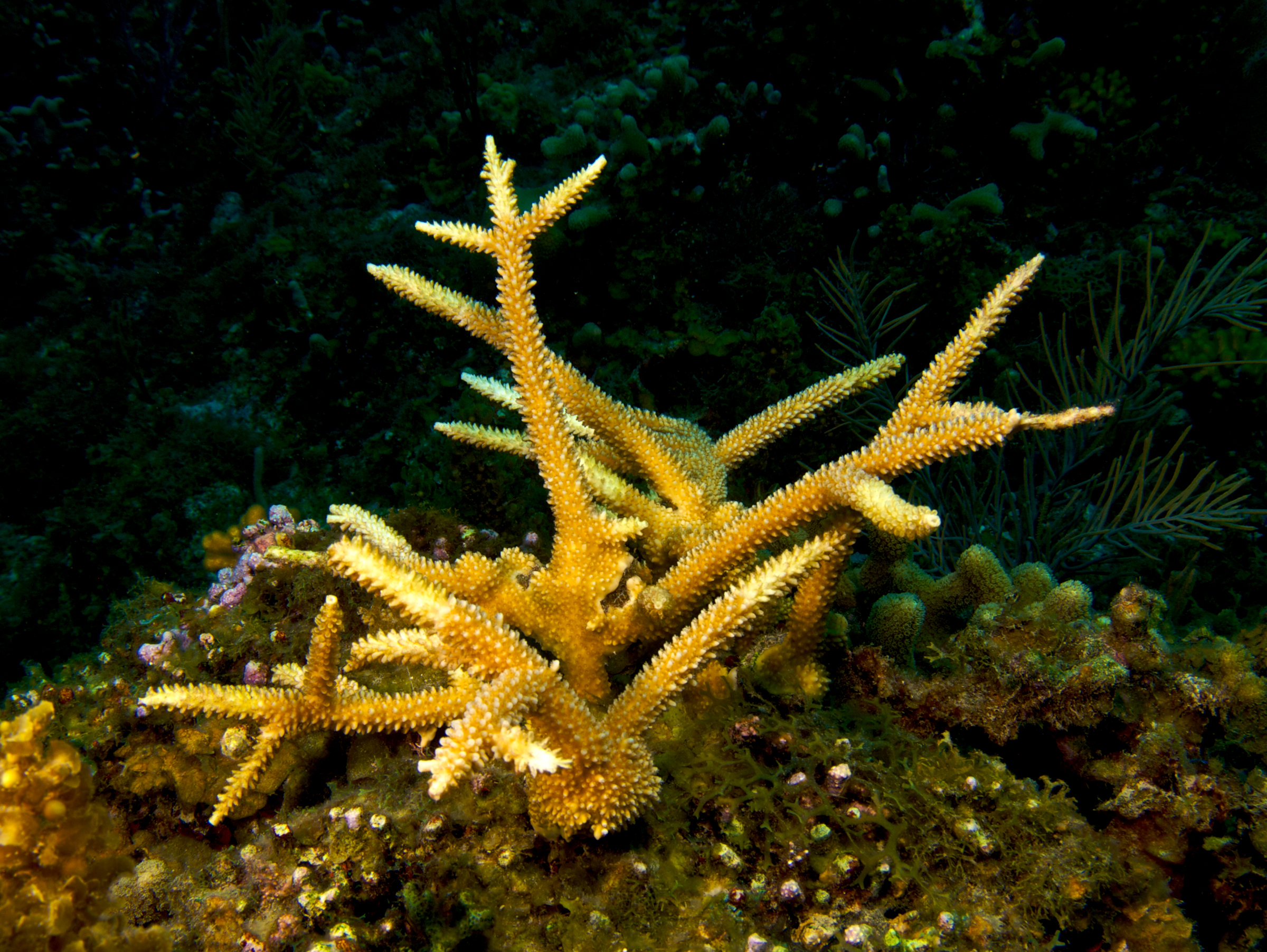
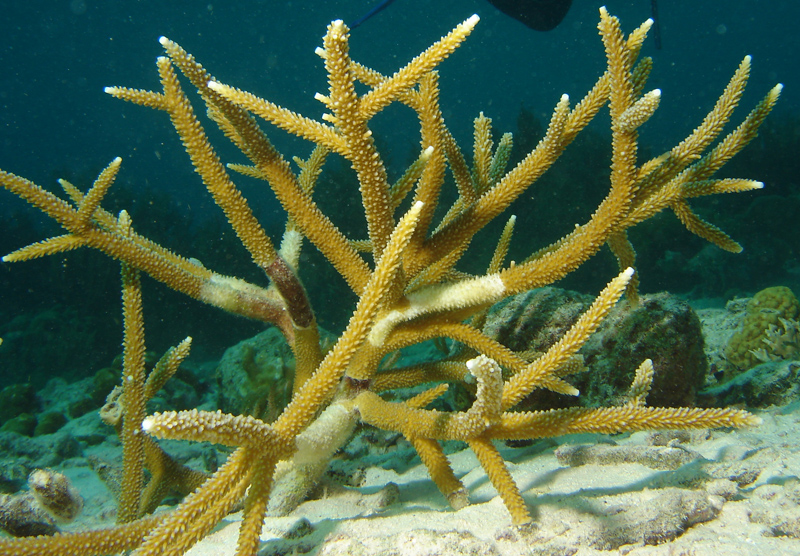
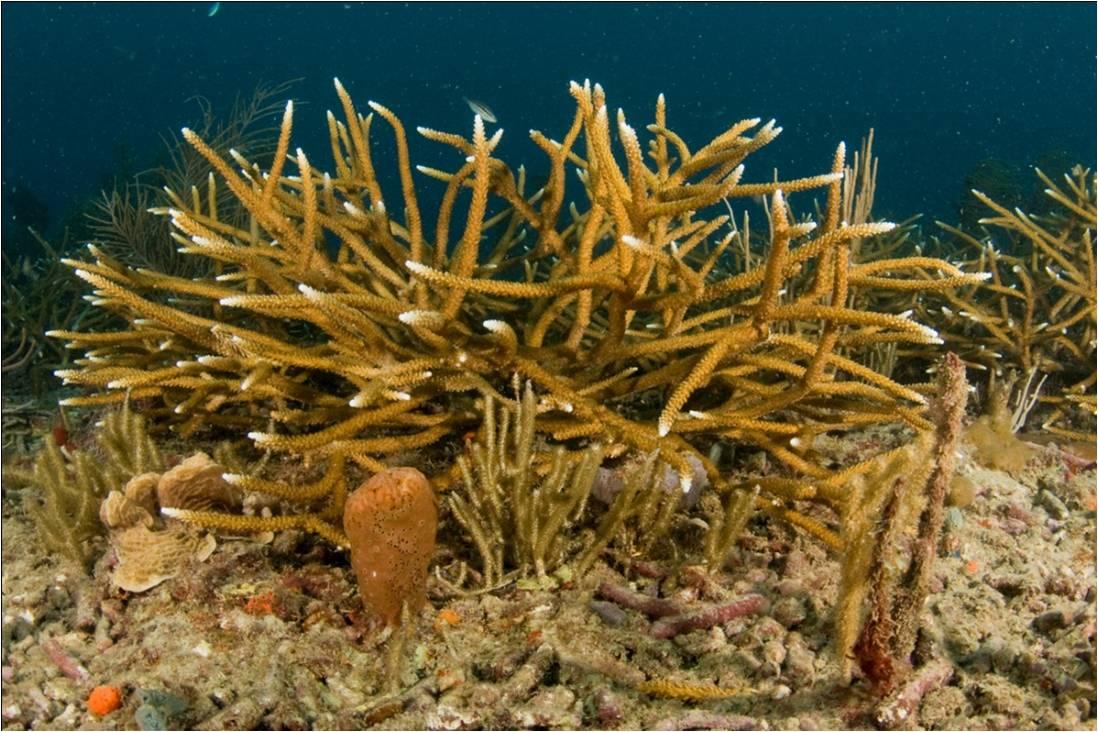

Il ressemble beaucoup à son espèce-sœur de l'Indo-Pacifique, Acropora formosa, qui partage son nom vernaculaire.

## Habitat et répartition
On trouve cette espèce dans le Golfe du Mexique : Floride, Bahamas, Caraïbes...
C'est un corail typique des eaux claires et calmes, que l'on trouve notamment dans les lagons bien drainés.

## Biologie
C'est un type de corail à croissance rapide (10 cm/an) ; en contrepartie, il est relativement fragile, notamment aux tempêtes ou à certains corallivores.

## Menaces
L'UICN a inscrit cette espèce dans la liste rouge de l'UICN en raison de sa raréfaction croissante : cette espèce a en effet perdu plus de 80 % de son effectif en 30 ans. L'espèce est particulièrement sensible au blanchissement induit par le changement climatique, aux maladies à la pression des activités humaines.